# Élections constituantes de 1945 en Ille-et-Vilaine
Les élections constituantes françaises de 1945 en Ille-et-Vilaine se déroulent le 21 octobre 1945.

## Mode de scrutin
Les députés sont élus selon le système de représentation proportionnelle suivant la règle de la plus forte moyenne dans le département, sans panachage ni vote préférentiel. Il y a 586 sièges à pourvoir.
Dans le département d'Ille-et-Vilaine, sept députés sont à élire.

## Élus
Les sept députés élus sont : 
| Identité                        | Parti | Parti |
| ------------------------------- | ----- | ----- |
| Pierre-Henri Teitgen            |       | MRP   |
| Alexis Méhaignerie              |       | MRP   |
| Renée Prévert                   |       | MRP   |
| Georges Coudray                 |       | MRP   |
| Albert Aubry                    |       | SFIO  |
| Marcel Rupied                   |       | FR    |
| Emmanuel d'Astier de La Vigerie |       | URR   |

## Résultats

### Résultats à l'échelle du département
| Liste Parti politique | Liste Parti politique                                            | Tête de liste                   | Tour unique | Tour unique | Sièges |
| Liste Parti politique | Liste Parti politique                                            | Tête de liste                   | Voix        | %           | Sièges |
| --------------------- | ---------------------------------------------------------------- | ------------------------------- | ----------- | ----------- | ------ |
|                       | Liste MRP Mouvement républicain populaire                        | Pierre-Henri Teitgen            | 117 490     | 43,02       | 4      |
|                       | Liste SFIO Section française de l'Internationale ouvrière        | Albert Aubry                    | 53 905      | 19,74       | 1      |
|                       | Liste d'entente républicaine Fédération républicaine             | Marcel Rupied                   | 52 169      | 19,10       | 1      |
|                       | Liste d'union des républicains Union radicale républicaine (PCF) | Emmanuel d'Astier de La Vigerie | 35 182      | 12,88       | 1      |
|                       | Liste de concentration républicaine Parti radical                | Jean-Marie Douessin             | 14 363      | 5,26        | 0      |
|                       |                                                                  |                                 |             |             |        |
| Inscrits              | Inscrits                                                         | Inscrits                        | 357 558     | 100,00      | 7      |
| Abstentions           | Abstentions                                                      | Abstentions                     | 75 023      | 20,98       |        |
| Votants               | Votants                                                          | Votants                         | 282 535     | 79,02       |        |
| Blancs et nuls        | Blancs et nuls                                                   | Blancs et nuls                  | 9 426       | 3,34        |        |
| Exprimés              | Exprimés                                                         | Exprimés                        | 273 109     | 96,66       |        |

### Listes complètes en présence
| Liste Étiquette politique (partis et alliances) | Liste Étiquette politique (partis et alliances)                                        | Candidats |
| ----------------------------------------------- | -------------------------------------------------------------------------------------- | --- |
|                                                 | Liste MRP Mouvement républicain populaire                                              | 1. Pierre-Henri Teitgen 2. Alexis Méhaignerie 3. Renée Prévert 4. Georges Coudray 5. Pierre Busnel 6. Hippolyte Réhault 7. Gaston Sébilleau    |
|                                                 | Liste SFIO Section française de l'Internationale ouvrière                              | 1. Albert Aubry 2. Eugène Quessot 3. Jean Trocherie 4. Yvette Vinouse 5. Joseph Fournier 6. Albert Vibert 7. François Dupuy                    |
|                                                 | Liste d'entente républicaine Fédération républicaine                                   | 1. Marcel Rupied 2. Paul Robert 3. Armand Trotoux 4. Paul Porteu 5. Roger du Halgouët 6. Joseph Morel 7. Henri Lemée                           |
|                                                 | Liste d'union des républicains Union radicale républicaine - Parti communiste français | 1. Emmanuel d'Astier de La Vigerie 2. Albert Gourville 3. Dr Le Dantec 4. Julien Loysance 5. Marcel Cadieu 6. Julienne Bannetel 7. Paul Glémot |
|                                                 | Liste de concentration républicaine Parti radical-socialiste                           | 1. Jean-Marie Douessin 2. Armand Picard 3. Armand Chabot 4. Eugène Legendre 5. Marie-Félix Parisot 6. Isabelle Guillaume 7. Prudent Porée fils |